# PRISM Break
PRISM Break ist eine Website des Interface-Designers Peng Zhong, die freie Softwarealternativen zum Umgehen der Überwachungsprogramme im Rahmen der Globalen Überwachungs- und Spionageaffäre aufzeigt. PRISM Break fand weltweit und medienübergreifend Erwähnung und greift den Namen des geheimen NSA-Programms PRISM auf.

## Inhalt und Ziel von PRISM Break
Die Website stellt freie Alternativen zu proprietären Webbrowsern, E-Mail-Programmen und Betriebssystemen vor, die auf Grund des offenen Quelltexts sicherer sein sollen als ihre Pendants.
Auch werden freie Kryptographiesysteme wie z. B. GNU Privacy Guard empfohlen, dessen Portierung auf Windows vom Bundesministerium für Wirtschaft und Energie (BMWi) und Bundesministerium des Innern (BMI) im Rahmen der Aktion „Sicherheit im Internet“ und dem „GNU Privacy Projekt“ unterstützt wurde. Des Weiteren werden Empfehlungen für Instant-Messenger, DNS-Provider und Browser-Erweiterungen ausgesprochen, welche die Anonymität im Internet verbessern sollen. Die Stiftung Datenschutz nennt PRISM Break in ihren Praxistipps.
Wegen der Übernahme von GitHub durch Microsoft entschied sich PRISM Break, auf GitLab umzusteigen. Auf der GitLab-Seite von PRISM Break kann am Projekt mit Vorschlägen oder durch Anfertigung von Übersetzungen mitgearbeitet werden.

## Auszeichnung
2015: SUMA Award (3. Platz)

## Trivia
Der Begriff PRISM Break ist eine Anspielung auf Prison Break, eine populäre Fernsehserie, deren Titel beinahe identisch ausgesprochen wird. In der Serie werden unter anderem fragwürdige Geheimdiensttätigkeiten und inoffizielle Machtstrukturen in den USA thematisiert.